# Cambodge aux Jeux olympiques d'été de 2012
Le Cambodge participe aux Jeux olympiques d'été de 2012 à Londres. Il s'agit de sa 8e participation aux Jeux olympiques d'été.

## Athlétisme
Hommes
Courses
| Athlète      | Épreuve | Séries       | Séries | Quarts de finale | Quarts de finale | Demi-finales | Demi-finales | Finale   | Finale |
| Athlète      | Épreuve | Résultat     | Rang   | Résultat         | Rang             | Résultat     | Rang         | Résultat | Rang   |
| ------------ | ------- | ------------ | ------ | ---------------- | ---------------- | ------------ | ------------ | -------- | ------ |
| Samorn Kieng | 800 m   | 1:55.26 (SB) | 48e    | NC               | NC               | –            | –            | –        | –      |

Femmes
Courses
| Athlète    | Épreuve | Séries   | Séries | Quarts de finale | Quarts de finale | Demi-finales | Demi-finales | Finale   | Finale |
| Athlète    | Épreuve | Résultat | Rang   | Résultat         | Rang             | Résultat     | Rang         | Résultat | Rang   |
| ---------- | ------- | -------- | ------ | ---------------- | ---------------- | ------------ | ------------ | -------- | ------ |
| Chan Seyha | 200 m   | 26.62    | 52e    | NC               | NC               | –            | –            | –        | –      |

## Judo masculin
| Athlète          | Compétition    | 1/16 de finale      | 1/8 de finale             | Quarts de finale    | Demi-finales        | Repêchage 1         | Repêchage 2         | Finale              | Finale |
| Athlète          | Compétition    | Adversaire Résultat | Adversaire Résultat       | Adversaire Résultat | Adversaire Résultat | Adversaire Résultat | Adversaire Résultat | Adversaire Résultat | Rang   |
| ---------------- | -------------- | ------------------- | ------------------------- | ------------------- | ------------------- | ------------------- | ------------------- | ------------------- | ------ |
| Khom Ratanakmony | Moins de 60 kg | BYE                 | Castillo Nabor, par Ippon | -                   | -                   | -                   | -                   | -                   | 17e    |

(fr)
« Fiche de KHOM Ratanakmony sur FranceTV.fr »

## Natation
Une nageuse cambodgienne s'est qualifiée pour le 50 m nage libre. Un second nageur cambodgien est retenu au titre des « Universality Places » attribuées par la Fédération internationale de natation, il concourra dans le 50 m nage libre.
| Épreuves        | Athlètes         | Résultats            |
| --------------- | ---------------- | -------------------- |
| Femmes          |                  |                      |
| 50 m Nage libre | Hemthon Vitiny   | 56e temps en 30 s 44 |
| Hommes          |                  |                      |
| 50 m Nage libre | Ponloen Hem Thon | 48e temps en 27 s 03 |

## Taekwondo
Femmes
| Athlète    | Compétition | Huitièmes de finale | Quarts de finale    | Demi-finales        | Repêchage 1         | Repêchage 2         | Finale              | Finale |
| Athlète    | Compétition | Adversaire Résultat | Adversaire Résultat | Adversaire Résultat | Adversaire Résultat | Adversaire Résultat | Adversaire Résultat | Rang   |
| ---------- | ----------- | ------------------- | ------------------- | ------------------- | ------------------- | ------------------- | ------------------- | ------ |
| Sorn Davin | + de 67 kg  | María Espinoza 2-3  | -                   | -                   | -                   | -                   | -                   | -      |